# هانا (مغنية)
هانا (بالإنجليزية: Hannah)‏ هي مغنية أسترالية، ولدت في 15 أبريل 1978.